# Kyss dom från mej
Kyss dom från mej (engelska: Kiss Them for Me) är romantisk komedifilm från 1957 i regi av Stanley Donen. I huvudrollerna ses Cary Grant, Jayne Mansfield och Suzy Parker.

## Handling
Tre väldekorerade piloter från den amerikanska flottan är på permission i San Francisco. De är sugna på att festa och Commander Andy Crewson (Cary Grant) fixar fram en stor svit och försöker fylla den med andra festsugna personer. Löjtnant Wallace försöker få piloterna att hålla tal på ett antal olika fabriker för att få upp moralen på hemmafronten och Crewson blir förälskad i fabriksägarens fästmö.

## Rollista i urval
- Cary Grant - Andy Crewson
- Jayne Mansfield - Alice Kratzner
- Leif Erickson - Eddie Turnbill
- Suzy Parker - Gwinneth Livingstone
- Ray Walston - löjtnant McCann
- Larry Blyden - Mississip
- Nathaniel Frey - Ruddle
- Werner Klemperer - löjtnant Walter Wallace
- Jack Mullaney - Ens. Lewis
- Kathleen Freeman - sjuksyster Wilinski
- Harry Carey, Jr. - Lt. Chuck Roundtree
- Maudie Prickett - sjuksyster
- Richard Deacon - Bill Hotchkiss
- Frank Nelson - R.L. Nielson, hotellchef